# Konfidenciaintervallum
A konfidenciaintervallum a valószínűségi intervallum, az induktív statisztika eszköze: ha mintából becsülünk, sosem tudjuk a pontos értéket, a teljes sokaság felmérése igen drága dolog. A konfidenciaintervallum adott szignifikanciaszinten: a becsült változó alsó és felső korlátja.
A konfidenciaintervallum intervallum értékű becslést ad egy paraméterre: valószínűleg ezek közé a korlátok közé esik. Ez sok esetben jobb, mint egyetlen becsült értéket adni. Az α paraméter egy előzetesen megadott értékére a becsült paraméter 1-α valószínűséggel esik az intervallumba. Ezt az 1-α szintet sokszor százalékban adják meg; például 95% tipikus.
Ahhoz, hogy megbízhatósági intervallumot számoljunk, különböző feltevésekkel kell élnünk, például a becslés hibáinak eloszlása normális. Ezzel a feltevéssel a megbízhatósági intervallum a következőképpen számítható:
Int(t)=t+/-(z*sh), ahol t vagy {\displaystyle \vartheta } a sokasági paraméter, z a megadott szint (α) a normális eloszlás 1-α-d rendű kvantilise, sh pedig a standard hiba, ami általában a szórás osztva a minta elemszámának négyzetgyökével.

## Alkalmazások
Az intervallumbecslés szembeállítható a pontbecslésekkel. A pontbecslés egyetlen értékkel becsli meg az adott paramétert: valószínűleg közel van ehhez az értékhez. Ilyen paraméter például a várható érték vagy a szórás. Az intervallumbecslés ehelyett egy tartományt ad meg, amiben valószínűleg benne van az adott paraméter. Rendszerint együtt tabellázzák vagy ábrázolják a kétféle becslést ahhoz, hogy megmutassák, mennyire pontosak ezek a becslések.
A konfidenciaintervallumot arra is használják, hogy megmutassák, hogy mik lehetnek megbízható becslések. Például egy felmérésben a megkérdezett személyek 40%-a mondja azt, hogy biztos pártválasztó. A 90%-os konfidenciaintervallum figyelembe vételével a teljes népességben a biztos pártválasztók aránya 36% és 44% közötti. Az ugyanezekből az adatokból kiszámított 95%-os megbízhatósági intervallummal számolva a teljes népességben a biztos pártválasztók aránya 38% és 42% közötti. Adott megbízhatósági szinten a kisebb konfidenciaintervallum pontosabb becslést jelez. Ez több tényezőtől is függ, így például a minta méretétől.
A konfidenciaintervallum általánosítása a több dimenziós megbízhatósági tartomány. Ezek nemcsak a becslés hibájának felmérésére alkalmasak, hanem arra is, hogy kimutassák: ha egy paramétert nem sikerült elég pontosan megbecsülni, akkor a többi paramétert is pontatlanul becsültük-e meg.
Az alkalmazásokban legtöbbször 95%-os megbízhatósági szintű konfidenciaintervallumokat használnak, de előfordul, hogy több különböző megbízhatósági szintű konfidenciaintervallumot ábrázolnak együtt, például 50%-os, 95%-os és 99%-os szinten.
A konfidenciaintervallum közel áll a szignifikanciateszthez. Ha a paraméter pontbecslése X, és az [a,b] intervallum P szintű konfidenciaintervallum, akkor az intervallumon kívüli elemek szignifikánsan különböznek X-től az 1-P szinten ugyanazon feltevések mellett, mint amikkel a konfidenciaintervallumot előállítottuk.
Eszerint mondhatjuk, hogy elvetjük a nullhipotézist, ha a paraméter értékére kapott becslés a-nál kisebb, vagy nagyobb b-nél. A döntés szintje P.
Két paraméter esetén, ha a konfidenciaintervallumok diszjunktak, akkor mondhatjuk, hogy a két paraméter értéke szignifikánsan különbözik az adott szignifikanciaszinten. Ez azonban nem egészen biztos, mert a két középérték különbsége a különbségek mintájától függ, és a konfidenciaintervallumokat is a mintából számoltuk.

## Statisztikai elmélet

### Definíció
A megbízhatósági intervallumot egy adott adathalmaz alapján konstruáljuk: jelölje x a mintahalmazon mért eredményt. Legyen X az a mennyiség, ami az alapsokaságból vett mintákból adódhat. X-et valószínűségi változóként kezeljük, aminek mért értéke x. A megbízhatósági intervallum határait az u, v függvénypáros határozza meg; az adott x eredményre (u(x), v(x)) adja a megbízhatósági intervallumot.
Tegyük fel, hogy a konfidenciaintervallumot a w mennyiség becslésére használjuk. Az u és a v függvények tulajdonságai kapcsolódnak az (u(X),v(X)) valószínűségi intervallumok halmazának tulajdonságaihoz, tehát a végpontok valószínűségi változókként kezelhetők. Ez a tulajdonság a fedési valószínűség,  vagyis annak a valószínűsége, hogy a véletlen intervallum tartalmazza w-t:
{\displaystyle \mathrm {P} (u(X)<w<v(X))=c.}
Itt az U = u(X) és a V = v(X) végpontok statisztikák (megfigyelhető valószínűségi változók), amik az adathalmazból származtathatók. A véletlen intervallum (U, V).
Tegyük fel, hogy az eloszlást a {\displaystyle \vartheta } és a {\displaystyle \varphi } paraméterek jellemzik. Ezek közül {\displaystyle \vartheta }-t becsüljük, {\displaystyle \varphi }-t elhanyagoljuk. Lehet, hogy több paraméterről van szó; ekkor {\displaystyle \vartheta } és {\displaystyle \varphi } is több dimenziós lehet.
Egy adott 0 és 1 közötti α számra {\displaystyle \vartheta } konfidenciaintervalluma (u(X),v(X)), ahol
{\displaystyle \Pr _{X;\vartheta ,\varphi }(u(X)<\vartheta <v(X))=1-\alpha {\text{ minden }}(\vartheta ,\varphi )\mathrm {-} re\,}
és u(X), v(X) statisztika, azaz nem szükséges hozzá ismerni a {\displaystyle \vartheta } és a {\displaystyle \varphi } paramétereket.
Az 1 − α szám a megbízhatóság szintje, amit gyakran százalékban adnak meg, és az α szám kicsi. A legtöbb könyv is ezt a konvenciót alkalmazza. Itt {\displaystyle {\Pr }_{X;\theta ,\varphi }} jelöli ezt a valószínűséget, ha az X változó eloszlását a {\displaystyle (\vartheta ,\varphi )} paraméterek jellemzik. Az (U, V) véletlen intervallum nagy valószínűséggel fedi {\displaystyle \vartheta }-t annak valódi értékétől függetlenül.

### Approximáció
A nem standard alkalmazásokban nem mindig lehetséges konfidenciaintervallumot konstruálni, aminek megvannak a szokásos tulajdonságai. Ehelyett más, használhatóbb intervallumot keresnek. Egy véletlen intervallum {\displaystyle c(\vartheta ,\varphi )} fedési valószínűsége
{\displaystyle {\Pr }_{X;\vartheta ,\varphi }(u(X)<\vartheta <v(X))=c(\vartheta ,\varphi )}
és a közelítés elfogadható, ha
{\displaystyle c(\vartheta ,\varphi )\approxeq 1-\alpha }   minden {\displaystyle (\vartheta ,\varphi )}-re

### Összevetés a Bayes-intervallumbecsléssel
Az eddigi jelölésekkel a θ paraméter Bayes-intervallumbecslése egy adott α-ra:,
{\displaystyle {\Pr }_{\Theta |X=x}(u(x)<\Theta <v(x))=1-\alpha .}
Ahol θ-t valószínűségi változónak tekintjük.
A kétféle intervallum definíciója a következőképpen hasonlítható össze:
- A konfidenciaintervallumot az adott {\displaystyle (\vartheta ,\varphi )} paraméterek egy adott X eloszlásából kiszámított valószínűségek felhasználásával állítják elő
- A Bayes-intervallumbecslést Θ feltételes eloszlásából számolják, ahol a feltétel X=x.

Jegyezzük még meg, hogy a két módszer másként kezeli a {\displaystyle \varphi } paramétert. Egyszerű esetekben mindkét módszerrel ugyanazon az adathalmazon többnyire ugyanazt az intervallumot kapjuk. Ha azonban előzetes ismereteket (az a priori eloszlásról) is felhasználunk a Bayes-intervallumbecslésben, akkor már nagyban különbözhetnek egymástól.

### Tulajdonságok
Az alkalmazásokban megkívánják az érvényességet, az optimalitást és az invarianciát. Ezek közül az érvényesség és az optimalitás a fontosabb; az invariancia inkább a származtatás módját jellemzi.
- Érvényesség: a fedési valószínűség valóban az legyen, mint ami névlegesen, akár csak közelítőleg is
- Optimalitás: a konstrukció annyi információt használjon fel az adathalmazból, amennyit csak lehet. Ennek egy egyszerű módja, hogy az adathalmazból kapható adott szintű legrövidebb megbízhatósági intervallumot választjuk.
- Invariancia: sok alkalmazás megköveteli, hogy az átskálázással kapott adatok alapján ekvivalens becslést adjunk. Például a jövedelmek mediánja megfeleltethető legyen a jövedelmek logaritmusának mediánjának.

### Származtatás
A megbízhatósági intervallum többféleképpen is származtatható. Ezek a módszerek rendszerint szoros kapcsolatban állnak a pontbecslésekkel.
- Statisztika

A klasszikus momentummódszerhez kapcsolódik, ami a tapasztalati momentumokból becsli a paramétereket. A klasszikus momentummódszerrel kapott középértéket és szórást használja fel. A konfidenciaintervallum közepe ez a középérték, és ettől a végpontok távolsága az így kapott szórás konstansszorosa.
- Likelihoodelmélet

A likelihoodfüggvény maximalizálásával ad becslést a paraméterekre.
- Szignifikanciateszt

A konfidenciaintervallum a nullhipotézis elfogadási tartománya a próba szintjén. Ez az a tartomány, ahol nem vetik el a nullhipotézist. A próba szintje 1-α, ahol α annak a valószínűsége, hogy elvetik a nullhipotézist, pedig igaz.

## Kapcsolat a hipotézisvizsgálattal
Bár nem minden megbízhatósági intervallumot definiálnak hipotézisvizsgálat segítségével, a konfidenciaintervallum és a hipotézisvizsgálat bizonyos értelemben kiegészíti egymást. Egy általános megközelítés szerint a 100(1−α)%-os szintű konfidenciaintervallum az a tartomány, ahol nem vetik el a nullhipotézist 100α%-os szinten. Ezért a hipotézisvizsgálattal kapcsolatos feltevések a megbízhatósági intervallumra is átvihetők. Ez a megközelítés azonban feltételezi, hogy rendelkezésre áll egy teszt.
Kényelmes lehet úgy tekinteni, hogy a konfidenciaintervallum a hipotézisvizsgálat elfogadási tartománya, de ezzel vigyázni kell, mert másként is lehet megbízhatósági intervallumot definiálni. Ekkor ez csak közelítőleg érvényes, és az ebből levont következtetések megbízhatósága kérdéses.

## Jelentés és értelmezés
A megbízhatósági intervallum többféleképpen is értelmezhető. Ez az adott esetben alkalmazott módszertől is függ.
- Kifejezés a minták felhasználásával: „Ha ezt a vizsgálatot többszöri mintavétellel is elvégezzük, akkor a számított konfidenciaintervallum az esetek 90%-ában tartalmazni fogja a paraméter pontos értékét.”[5]

Ehhez nem szükséges, hogy az egyes minták ugyanabból az alapsokaságból kerüljenek ki.
- A megbízhatósági intervallum és a szignifikanciateszt összekapcsolása: „A konfidenciaintervallum azokat a paraméterértékeket tartalmazza, amikre a becsült érték eltérése nem szignifikáns 10%-os szinten.”"[7]

Ez az intervallum konstrukciójára is utal.
- A megbízhatósági intervallummal kapcsolatba hozott valószínűség egyfajta kísérlet előtti nézőpontnak tekinthető. Így a kísérletezőnek tudomása van arról, hogy a kísérlet eredménye 90%-os valószínűséggel a konfidenciaintervallumba fog esni. Ez az ismételt mintavételre való hivatkozáshoz hasonlít, de megkerüli azt a problémát, hogy akkor hivatkozzon az ismételt mintavételre, amikor az lehetetlen.
- Egy 90%-os megbízhatósági tartomány azt mutatja meg, hogy százszor megismételt mintavétel esetén 90 esetben a populációs paraméter (a becsülni kívánt tulajdonság értéke) a becsült intervallumon belül lesz. (frekventista megfogalmazás)

Ezekben az értelmezésekben közös, hogy ha a paraméter értéke kívül esik a megbízhatósági intervallumon, akkor egy olyan esemény következik be, aminek 10% az esélye.

## Alternatívák és kritikák
Az intervallumbecslések egyik módszere a konfidenciaintervallum használata. A bayesi statisztikában is vannak hasonló módszerek. A nem bayesi, frekventista statisztikában egy másik módszerrel adnak előrejelzést a leendő mintára.
A matematikusok nem értenek egyet abban, hogy melyik módszer alkalmasabb. Nem értenek egyet a különböző módszerek hasznosságában, alkalmazásában és értelmezésében.
A bayesi módszerek alkalmazásával kapott intervallumbecslést használók mondhatják: „90%-os biztossággal hiszek abban, hogy a paraméter ebbe az intervallumba esik.” Az előrejelző intervallumok használói: „Előrejelzem, hogy a következő minta 90%-os valószínűséggel ebbe az intervallumba esik.”
A konfidenciaintervallum konstrukciójában az az alapfeltevés, hogy csak egy tesztről van szó. Ha egy tanulmány több tesztet foglal magába, akkor ez a feltevés nem igaz: a konfidenciaintervallum a szintjénél kisebb valószínűséggel foglalja magában a paraméter értékét. Például, ha 20 statisztikai teszt mutat pozitív eredményt, akkor a 95% szintű konfidenciaintervallum csak körülbelül 35%-os valószínűséggel tartalmazza a paraméter értékét.

## Alkalmazás más eloszlásokra
A centrális határeloszlás tételének alkalmazásával közelítő becslés adható a középértékre, ha a minta elég nagy. A képletek megfelelnek a normális eloszláshoz használt képletekkel, ahol is feltesszük, hogy a minta középértéke normális eloszlású, és várható értéke az alapsokaság középértéke. Ha az eloszlás nem különbözik túlságosan a normálistól (az eloszlásfüggvény folytonos, és az eloszlás nem túlzottan ferde), akkor elég egy néhány tucat elemű minta.
Ennek egy típusa az indikátorváltozó várható értékének becslése. Egy adott esemény indikátorváltozójának értéke 1, ha az esemény bekövetkezik, és 0, ha nem. Az indikátorváltozó várható értéke megegyezik a megfelelő esemény bekövetkezésének valószínűségével. Ez egy hasznos tulajdonság, különösen a hipotézisvizsgálatban. Egy elég nagy mintára van szükség a centrális határeloszlás tételének alkalmazásához. Egy nyers ökölszabály szerint legalább öt olyan elem kell, amire a változó értéke 1, és legalább öt, amire a változó értéke 0. Formuláink adhatnak olyan megbízhatósági intervallumokat, amik egynél nagyobb, vagy negatív számokat tartalmaznak, de a valószínűség nem eshet a [0,1] intervallumon kívülre. Hasonlóan, a minta elemei diszkrét eloszlásúak, és ez csak közelítőleg tekinthető normálisnak, így a centrális határeloszlás tétele és a normális eloszlás csak közelítő eredményt ad. Pontosabb eredmény a binomiális eloszlás használatával kapható.